# ريكاردو كوزينز
ريكاردو كوزينز (بالإنجليزية: Ricardo Cousins)‏ هو لاعب كرة قدم جامايكي، ولد في 7 أغسطس 1987 في جامايكا. شارك مع منتخب جامايكا لكرة القدم. أما مع النوادي، فقد لعب مع نادي بورتمور يونايتد.

## وصلات خارجية
- ريكاردو كوزينز على موقع قاعدة بيانات كرة القدم.إي يو (الإنجليزية)
- ريكاردو كوزينز على موقع ناشيونال فوتبول تيمز (الإنجليزية)